# Thảm sát Bucha
Thảm sát Bucha (tiếng Anh: Bucha massacre; tiếng Ukraina: Бучанська різанина, đã Latinh hoá: Buchanska rizanyna; tiếng Nga: Резня в Буче, đã Latinh hoá: Reznya v Buche), còn được gọi là Diệt chủng Bucha (tiếng Anh: Bucha genocide; tiếng Ukraina: геноцид у Бучі, đã Latinh hoá: henotsyd u Buchi) là vụ thảm sát hàng loạt thường dân và tù binh chiến tranh Ukraina do quân đội Nga thực hiện trong thời gian giao chiến và chiếm đóng thành phố Bucha, trong khuôn khổ cuộc xâm lược Ukraina của Nga. Các bằng chứng hình ảnh và video về vụ thảm sát xuất hiện vào ngày 1 tháng 4 năm 2022, sau khi lực lượng Nga rút khỏi thành phố này.
Theo chính quyền địa phương, 458 thi thể đã được tìm thấy ở Bucha, trong đó có 9 trẻ em dưới 18 tuổi. Trong số các nạn nhân, 419 người bị giết bằng vũ khí và 39 người dường như đã chết vì nguyên nhân tự nhiên, có thể liên quan đến việc chiếm đóng. Văn phòng Cao ủy Nhân quyền Liên Hợp Quốc đã ghi nhận ít nhất 73 thường dân ở Bucha bị giết hại trái pháp luật, bao gồm cả hành quyết tùy tiện (summary execution). Những bức ảnh cho thấy thi thể của thường dân bị xếp thành hàng, tay bị trói sau lưng và bị bắn ở cự ly gần. Một cuộc điều tra của Đài Châu Âu Tự do tiết lộ việc sử dụng căn hầm bên dưới một khu cắm trại làm phòng tra tấn (torture chamber). Nhiều thi thể bị cắt xẻo và thiêu cháy, các cô gái trẻ chỉ mới 14 tuổi đã kể lại việc bị các binh sĩ Nga cưỡng hiếp. Ukraina đã yêu cầu Tòa án Hình sự Quốc tế điều tra về vụ việc tại Bucha bổ sung cho cuộc điều tra đang diễn ra về chiến tranh xâm lược của Nga, nhằm xác định liệu một loạt các tội ác chiến tranh hoặc tội ác chống lại loài người có phải do Nga thực hiện hay không.
Chính quyền Nga đã phủ nhận trách nhiệm và thay vào đó tuyên bố rằng Ukraina đã tạo hiện trường giả về sự việc này hoặc tự tổ chức vụ thảm sát hệt như một chiến dịch cờ giả, họ còn khẳng định rằng các đoạn video và hình ảnh thi thể là "diễn kịch". Tuy nhiên, những tuyên bố này của Nga đã bị nhiều tổ chức và cơ quan truyền thông khác nhau vạch trần là sai sự thật. Ngoài ra, các nhân chứng tại Bucha nói rằng chính Quân đội Nga là bên đã gây ra vụ thảm sát.

## Tổng quan
Trong khuôn khổ cuộc xâm lược Ukraina năm 2022, quân đội Nga đã tràn vào Ukraina từ Belarus. Một trong những động thái đầu tiên của Nga là tiến công thủ đô Kyiv của Ukraina, trong đó một đoàn xe quân sự khổng lồ đã di chuyển về phía nam hướng tới thành phố. Ngày 27 tháng 2 năm 2022, lực lượng tiền phương Nga đã xâm nhập thành phố Bucha, biến đây trở thành một trong những vùng ngoại ô đầu tiên của Kyiv bị quân Nga chiếm giữ. Theo giới tình báo quân sự Ukraina, lực lượng Nga chiếm đóng Bucha bao gồm Lữ đoàn Bộ binh Cơ giới số 64 do Trung tá Azatbek Omurbekov chỉ huy, trực thuộc Tập đoàn quân Tác chiến Hợp thành số 35.
Cuối tháng 3, trước khi Nga triệt thoái khỏi Kyiv, Tổng công tố Ukraina Iryna Venediktova cho biết các công tố viên nước này đã thu thập được bằng chứng về 2.500 trường hợp nghi ngờ là tội ác chiến tranh do Nga gây ra trong cuộc xâm lược, đồng thời đã xác định được "vài trăm nghi can". Trưởng Phái bộ Theo dõi Nhân quyền của Liên Hợp Quốc tại Ukraina Matilda Bogner cũng bày tỏ quan ngại về việc ghi chép chính xác con số thương vong dân sự, đặc biệt là tại những khu vực và thành phố phải hứng chịu hỏa lực nặng nề, bà nhấn mạnh đến sự thiếu hụt điện và hệ thống thông tin liên lạc đáng tin cậy.
Trước sự tấn công của quân đội Ukraina, lực lượng Nga ở Bucha đã rút lui về phía bắc theo lệnh triệt thoái chung của Nga khỏi khu vực Kyiv. Quân Ukraina đã tiến vào Bucha vào ngày 1 tháng 4 năm 2022.

## Báo cáo

### Trong cuộc tấn công của Nga
Theo The Kyiv Independent, vào ngày 4 tháng 3, lực lượng Nga đã giết hại 3 thường dân Ukraina không có vũ khí đang lái xe trở về nhà sau khi chở thức ăn đến một trại chăm sóc chó. Khoảng 7 giờ 15 phút sáng ngày 5 tháng 3, một đoàn xe chở 2 gia đình đang cố gắng thoát khỏi thành phố thì bị lính Nga phát hiện khi rẽ vào đường Chkalova. Quân Nga đã nổ súng vào đoàn xe, khiến một người đàn ông trong chiếc xe thứ hai thiệt mạng. Chiếc xe đầu tiên bị một loạt đạn súng máy bắn trúng, khiến người mẹ lẫn 2 người con tử vong tại chỗ.
Thị trưởng Bucha Anatoliy Fedoruk đã tiết lộ với các cơ quan truyền thông về những tội ác chiến tranh tại thành phố này trước khi nó được quân đội Ukraina tái chiếm. Ngày 7 tháng 3, ông đã ví tình hình ở Bucha như là một "cơn ác mộng" trong cuộc phỏng vấn với Associated Press, nói rằng "chúng tôi thậm chí không thể thu thập được các thi thể do những đợt pháo kích từ vũ khí hạng nặng không ngừng nghỉ ngày đêm. Những con chó đang xé xác các thi thể trên đường phố." Trong cuộc phỏng vấn với Adnkronos vào ngày 28 tháng 3, Fedoruk cho rằng lực lượng Nga đã phạm tội ác chống lại loài người. Ông đề cập đến "kế hoạch khủng bố nhằm vào thường dân" và tuyên bố rằng "ở Bucha, chúng tôi chứng kiến tất cả những điều kinh hoàng mà trước đây chúng tôi đã từng nghe nói đến về những tội ác do Đức Quốc xã gây ra trong Chiến tranh thế giới thứ hai".

### Sau khi Nga rút quân

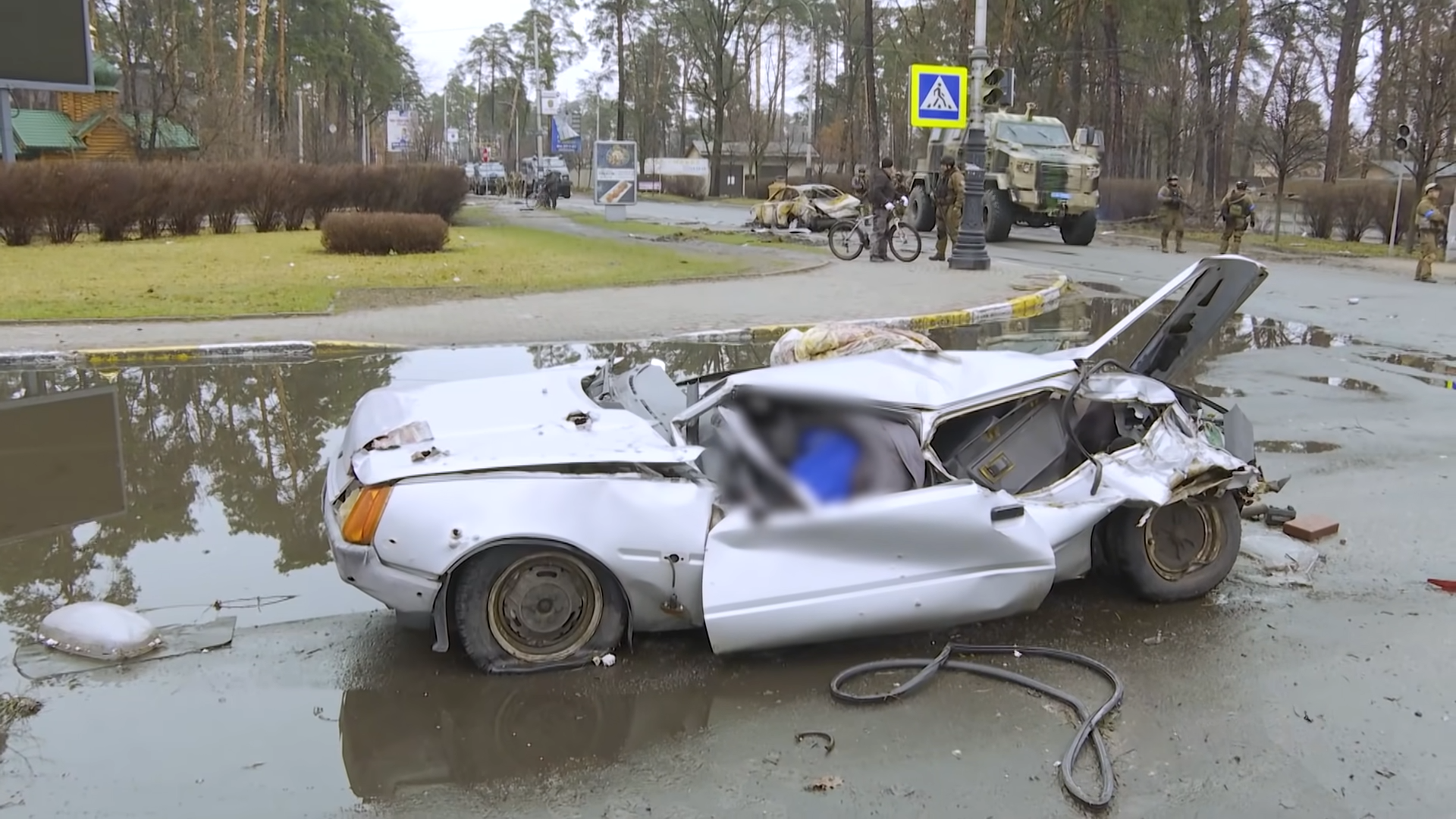
Thi thể nằm trong một chiếc xe bị phá hủy ở Bucha, ngày 2 tháng 4 năm 2022

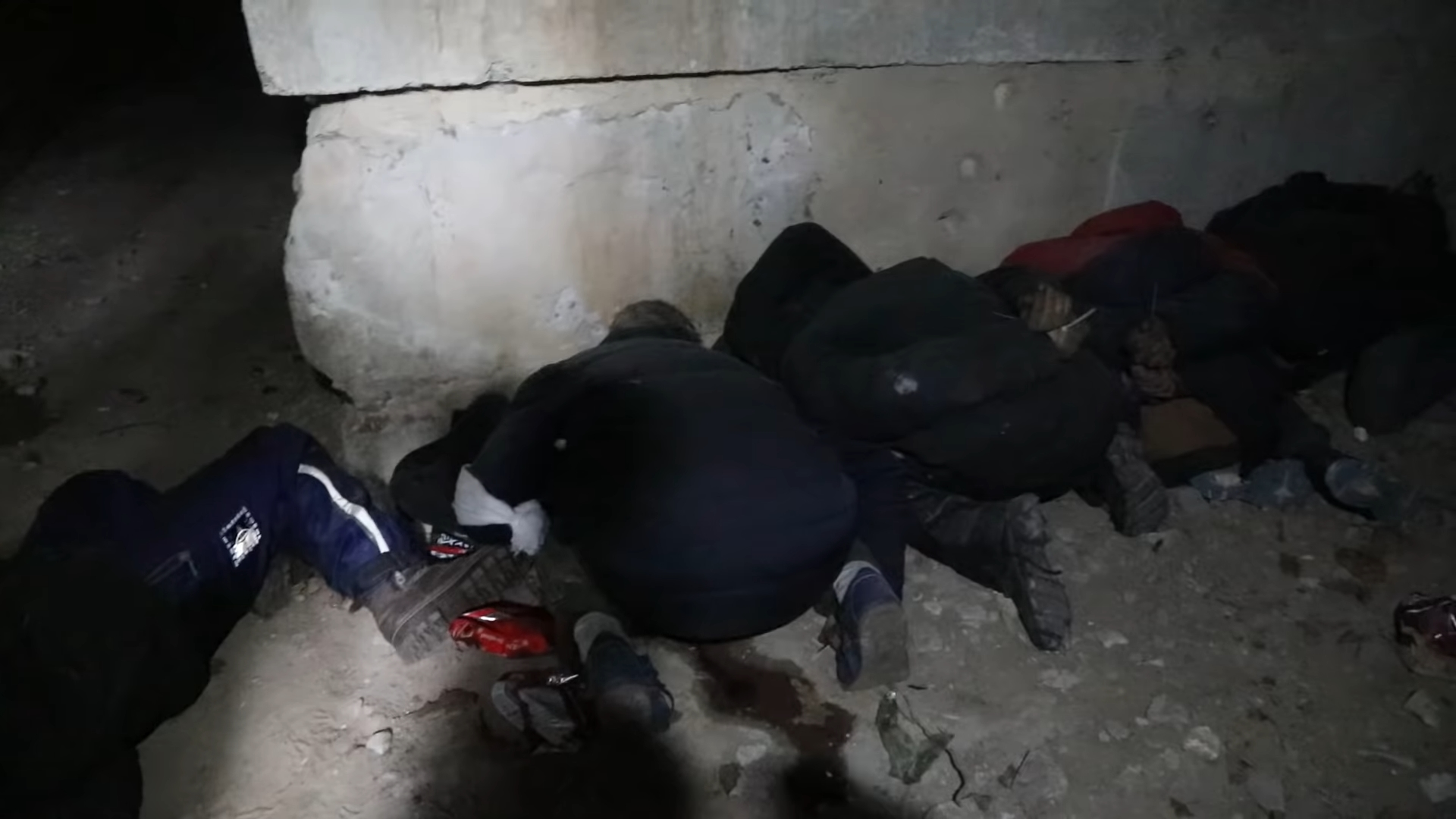
Những thường dân bị hành quyết với cổ tay bị trói bằng dây nhựa trong tầng hầm ở Bucha, ngày 3 tháng 4 năm 2022

Ngày 1 tháng 4 năm 2022, sau khi Nga rút quân, các đoạn video đã được đăng tải lên mạng xã hội, cho thấy số lượng lớn thương vong dân sự. Theo Thị trưởng Fedoruk, trong số các thi thể được phát hiện trong khu vực này còn có "hàng trăm binh sĩ Nga". Sau đó, đã xuất hiện thêm các bằng chứng khác dường như cho thấy những tội ác chiến tranh do quân đội Nga thực hiện khi họ chiếm đóng khu vực này. Các binh sĩ thuộc Lực lượng Phòng vệ Lãnh thổ Ukraina cho biết họ đã tìm thấy 18 thi thể của đàn ông, phụ nữ và trẻ em bị cắt xén trong tầng hầm của một trại hè ở Zabuchchya, gần Bucha. Một trong số những người lính nói rằng một vài thi thể bị cắt tai hoặc nhổ răng, và những thi thể đó đã bị dời đi một ngày trước buổi phỏng vấn. Đoạn video do Quân đội Ukraina công bố có vẻ cho thấy một phòng tra tấn bên dưới tầng hầm. Một báo cáo của Đài Châu Âu Tự do/Đài Tự do, cơ quan truyền thông do chính phủ Mỹ tài trợ, mô tả căn hầm này là một "phòng hành quyết" được lực lượng Nga sử dụng.
Các nhà báo khi tiếp cận vào trong thành phố đã phát hiện ra thi thể của hơn chục người mặc quần áo dân sự. Fedoruk nói rằng những người này đều bị bắn vào sau gáy. Xác của những thường dân thiệt mạng khác bị bỏ lại trên đường. Quan chức Ukraina cho biết những người phụ nữ đã bị hãm hiếp và thi thể của họ bị thiêu cháy. Một báo cáo do The Kyiv Independent đăng tải có đính kèm bức ảnh và thông tin về thi thể của một người đàn ông cùng với hai hoặc ba phụ nữ khỏa thân nằm dưới tấm chăn mà lính Nga đã cố gắng thiêu hủy bên lề đường trước khi rút chạy. Những bức ảnh chỉ ra rằng lực lượng Nga đã chủ động săn lùng và sát hại thường dân nam giới Ukraina một cách có hệ thống, với nhiều thi thể bị trói tay sau lưng. Nhiều nạn nhân có vẻ như đang làm công việc thường ngày của họ, mang theo túi đồ mua sắm. Các đoạn video khác cho thấy một người đàn ông chết bên cạnh chiếc xe đạp của mình.
CNN, BBC và AFP đã công bố các video ghi lại hàng loạt thi thể dân thường nằm trên đường phố và sân bãi ở Bucha, một trong số đó có tay hoặc chân bị trói. Ngày 2 tháng 4, một phóng viên của AFP cho biết anh đã chứng kiến ít nhất 20 thi thể thường dân nam nằm trên đường phố Bucha, với hai trong số đó có tay bị trói. BBC News đưa tin rằng một số nạn nhân bị bắn vào thái dương và một số thi thể bị xe tăng cán qua. Ngày 5 tháng 4, các phóng viên của Associated Press đã chứng kiến những thi thể bị cháy đen nằm trên con đường dân cư gần sân chơi ở Bucha, trong đó có thi thể bị bắn thủng sọ và thi thể cháy đen của một đứa trẻ. Cùng ngày, The Washington Post đưa tin các điều tra viên Ukraina đã tìm thấy bằng chứng về tra tấn, chặt đầu, cắt xẻo và thiêu xác. Thi thể của ít nhất một trong số những nạn nhân thiệt mạng đã bị gài mìn và biến thành bẫy với dây thừng kích nổ (tripwire). Những người dân địa phương được yêu cầu giúp xác định thi thể bị chặt đầu đã cho biết rằng các binh sĩ Nga say rượu đã kể với họ về những hành động tàn ác nhắm váo người Ukraina.
Ngày 9 tháng 4, các điều tra viên pháp y Ukraina đã bắt đầu khai quật thi thể từ các ngôi mộ tập thể, chẳng hạn như tại nhà thờ Thánh Andrew Tông đồ. Ngày 21 tháng 4, Tổ chức Theo dõi Nhân quyền đã công bố một báo cáo chi tiết tóm tắt cuộc điều tra của họ ở Bucha, cho thấy quân Nga có liên quan tới các vụ hành quyết tùy tiện, các vụ giết người bất hợp pháp khác, cưỡng bức mất tích và tra tấn. Báo cáo này cũng kêu gọi chính quyền Ukraina bảo quản bằng chứng và hợp tác với Tòa án Hình sự Quốc tế nhằm tăng cường khả năng truy tố tội ác chiến tranh trong tương lai. Ngày 24 tháng 4, The Guardian đưa tin rằng hàng chục thi thể có mảnh đạn tổ ong trong người. Trước đó, các nhân chứng ẩn danh ở Bucha đã tường thuật rằng pháo binh Nga đã bắn đạn tổ ong, với mỗi viên đạn chứa đến 8.000 mảnh kim loại nhỏ. Việc sử dụng loại vũ khí không phân biệt đối tượng như vậy ở khu vực có dân thường là vi phạm luật nhân đạo.

### Lời khai của cư dân địa phương
Người dân và thị trưởng thành phố nói rằng các nạn nhân đã bị quân Nga sát hại. Họ cho biết nhiều người sống sót đã trốn trong các tầng hầm, quá sợ hãi để ra ngoài. Một vài người trong số họ không có điện hay ánh sáng trong nhiều tuần, chỉ dùng nến để đun nước và nấu ăn. Họ chỉ ra khỏi nơi ẩn náu khi chắc chắn quân Nga đã rút đi và chào đón sự xuất hiện của quân Ukraina. BBC và The Guardian đã dẫn lời kể của nhân chứng là người dân Bucha và các làng lân cận Obukhovychi, Ivankiv rằng quân Nga đã dùng dân thường làm lá chắn sống khi bị quân Ukraina tấn công. Theo thông tin từ The Economist, một người sống sót sau vụ hành quyết hàng loạt đã kể lại câu chuyện của mình. Sau khi bị mắc kẹt tại một trạm kiểm soát dưới làn đạn pháo binh Nga, người đàn ông này cùng với những công nhân xây dựng đang trú ẩn tại đó đã bị bắt giữ. Các binh sĩ Nga đã áp giải họ đến một tòa nhà gần đó được sử dụng làm căn cứ, lột sạch quần áo, đánh đập và tra tấn họ, sau đó đưa họ ra bên hông tòa nhà với mục đích bắn hạ. Người đàn ông bị bắn vào hông nhưng đã sống sót bằng cách giả chết và sau đó chạy trốn đến một ngôi nhà gần đấy.
Theo lời kể của cư dân địa phương với Tổ chức Theo dõi Nhân quyền (HRW) sau khi Nga rút quân, họ đã mô tả cách đối xử của binh lính Nga đối với người dân trong thời gian chiếm đóng thành phố: Các binh sĩ Nga đã đi từng nhà một, thẩm vấn người dân, phá hủy tài sản và cướp quần áo của họ để mặc cho mình. HRW cũng nhận được những báo cáo cho rằng thường dân bị bắn khi ra khỏi nhà để lấy thức ăn và nước uống, mặc dù thiếu các nhu yếu phẩm cơ bản như nước và sưởi ấm do cơ sở hạ tầng địa phương bị phá hủy, họ vẫn bị lính Nga bắt quay trở về nhà. Ngoài ra còn có các báo cáo cho thấy phương tiện quân sự Nga đã bắn bừa vào những tòa nhà trong thành phố, đồng thời quân Nga từ chối hỗ trợ y tế cho thường dân bị thương. Một ngôi mộ tập thể đã được đào cho các nạn nhân địa phương và quân Nga cũng tiến hành xử tử ngoài vòng pháp luật. Một phát ngôn viên của HRW cho biết tổ chức này đã ghi nhận ít nhất một "trường hợp không thể nhầm lẫn" về việc lính Nga hành quyết tùy tiện thường dân vào ngày 4 tháng 3.
Theo một báo cáo của The New York Times, các binh sĩ Nga đã giết hại người dân trong thành phố một cách "liều lĩnh và đôi khi tàn bạo" trong một "chiến dịch khủng bố". Xạ thủ bắn tỉa Nga đã bắn hạ những thường dân vô tội. Một phụ nữ Ukraina bị quân Nga bắt cóc, bị giam giữ trong một căn hầm và bị cưỡng hiếp nhiều lần, rồi sau đó bị hành quyết. Một nhóm phụ nữ và trẻ em gái khác bị nhốt dưới tầng hầm suốt gần một tháng; chín người trong số họ đã mang thai sau đó. Xác của những nạn nhân bị xử tử với tay bị trói ra sau lưng được tìm thấy khắp nơi tại Bucha, cho thấy một số đơn vị quân đội Nga đã thực hiện các vụ sát hại.
Theo lời kể của một cư dân Kyiv, người có mặt tại trụ sở của lực lượng phòng thủ lãnh thổ ở Bucha, các binh sĩ Nga đã kiểm tra giấy tờ và sát hại những người từng tham chiến ở khu vực Donbas của Ukraina. Ông nói rằng quân Nga đã giết những người có hình xăm liên quan đến các nhóm cánh hữu, nhưng cũng có cả những người có hình xăm biểu tượng Ukraina. Theo câu chuyện của ông, trong tuần cuối cùng của cuộc chiếm đóng, các chiến binh Chechnya thuộc lực lượng Kadyrovites đã bắn vào mọi thường dân mà họ gặp phải. Một cư dân khác kể lại rằng quân Nga đã kiểm tra điện thoại di động của thường dân, tìm kiếm bằng chứng hoạt động chống Nga, trước khi bắt đi hoặc bắn chết họ.
Một nhân chứng kể với Đài Châu Âu Tự do/Đài Tự do rằng người Nga "đã giết người một cách có hệ thống. Tôi đích thân nghe thấy một xạ thủ bắn tỉa khoe khoang rằng anh ta đã 'tiêu diệt' hai người mà anh ta thấy ở cửa sổ căn hộ.... Việc đó hoàn toàn không cần thiết. Không có bất kỳ lý do quân sự chính đáng nào để giết người. Đó chỉ là hành vi tra tấn dân thường. Ở các dãy nhà khác, người dân thực sự bị tra tấn. Họ được tìm thấy với hai tay bị trói sau lưng và bị bắn vào sau đầu." Người dân địa phương khẳng định các vụ sát hại là có chủ ý và nhiều người kể rằng trong một số trường hợp, những tay bắn tỉa đã bắn chết dân thường mà không có lý do rõ ràng.
Ủy viên nhân quyền Ukraina vào thời điểm đó là Lyudmyla Denisova tuyên bố rằng quân Nga đã sử dụng bạo lực tình dục nhằm vào dân thường như một loại vũ khí, nhằm thực hiện cái mà bà gọi là "tội diệt chủng người Ukraina". Theo Denisova, tính đến ngày 6 tháng 4 năm 2022, đường dây điện thoại hỗ trợ đặc biệt đã nhận được ít nhất 25 báo cáo về việc cưỡng hiếp phụ nữ và trẻ em gái từ 14 đến 24 tuổi ở Bucha.

### Đoạn video
Một đoạn video do máy bay không người lái ghi lại đã được The New York Times xác minh cho thấy hai phương tiện bọc thép Nga đã bắn vào một thường dân đang đi bộ cùng với chiếc xe đạp. Một đoạn video khác được quay sau khi quân Nga rút lui cho thấy một người chết mặc trang phục dân sự giống như trong video từ trên không kia, nằm bên cạnh chiếc xe đạp. Ngày 19 tháng 5, The New York Times đã công bố các video ghi lại cảnh lính Nga áp giải một nhóm thường dân, sau đó bắt họ nằm xuống đất. Thi thể của những người đàn ông này sau đó đã được máy bay không người lái ghi lại ở cùng địa điểm xuất hiện trong đoạn video ban đầu, và các thi thể đó đã được tìm thấy sau khi Bucha được giải phóng. Những video này cho thấy rõ ràng cảnh các nạn nhân nam giới bị quân Nga giam giữ chỉ vài phút trước khi bị xử tử và khẳng định lời khai của nhân chứng có mặt tại hiện trường. Những binh sĩ Nga thuộc lực lượng dù chịu trách nhiệm về vụ giết người này.

## Số người thiệt mạng

### Trong thành phố

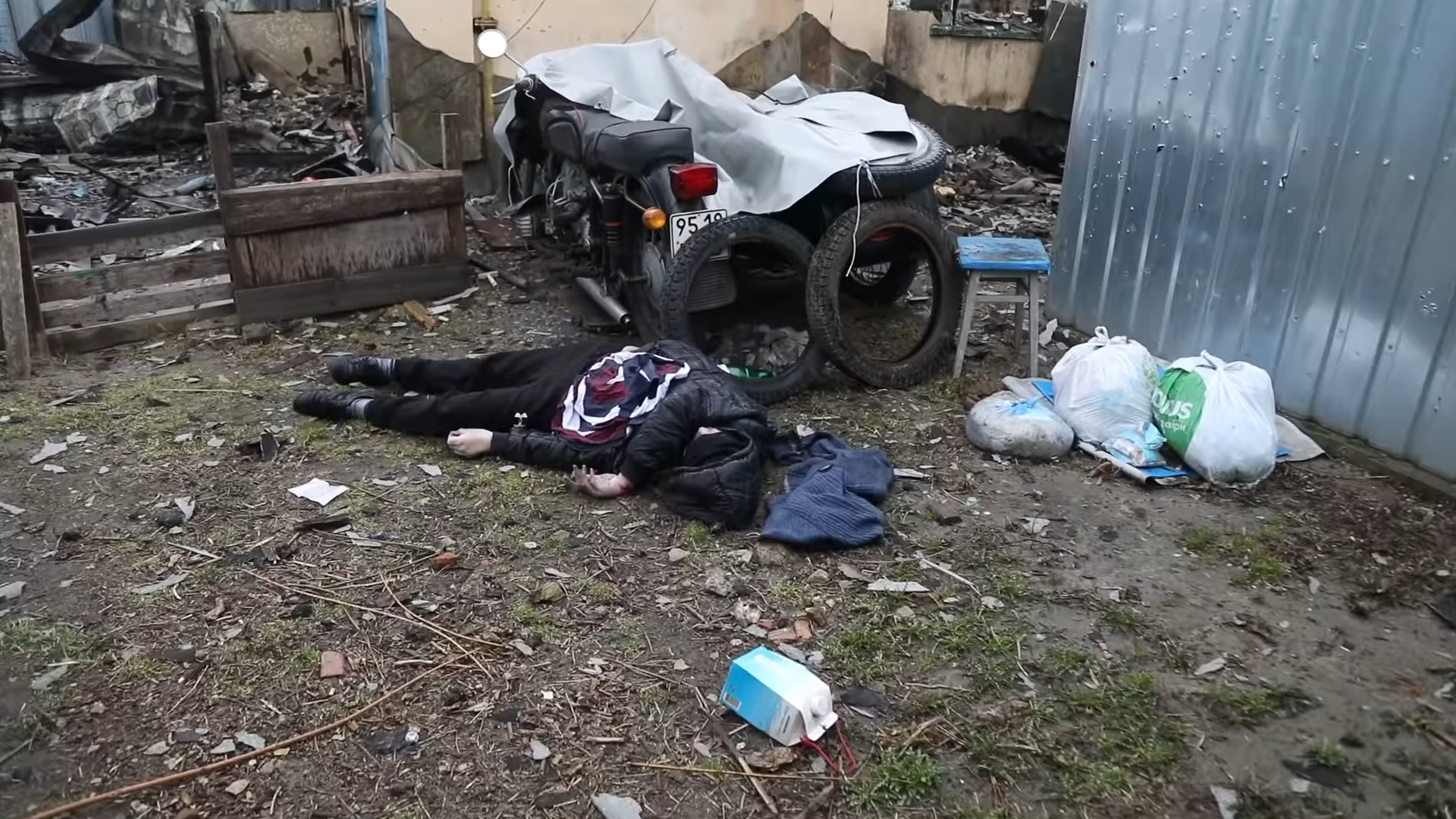
Một người phụ nữ Ukraina bị giết tại Bucha, tháng 4 năm 2022

Theo thị trưởng Fedoruk, số vụ giết hại dân thường nhiều nhất do quân Nga gây ra tập trung ở các khu vực Yablonska, Sklozavodska và Lisova Bucha thuộc thành phố Bucha, đặc biệt là trên hai tuyến đường Yablunska và Vokzalna. Fedoruk cho biết ít nhất 280 cư dân thành phố đã phải mai táng trong những ngôi mộ tập thể. Người dân địa phương đã phải chôn cất thêm 57 thi thể vào trong một ngôi mộ tập thể khác. Serhiy Kaplishny, một chuyên viên pháp y địa phương đã lánh nạn nhưng sau đó trở về, cho biết tính đến ngày 3 tháng 4, đội ngũ của ông đã thu nhặt hơn 100 thi thể trong và sau cuộc giao tranh (bao gồm cả thi thể binh sĩ và người chết vì nguyên nhân tự nhiên). Trước lúc rời đi, Kaplishny kể rằng ông đã thuê một tài xế máy xúc gầu sấp (backhoe) để đào một ngôi mộ tập thể gần nhà thờ, vì nhà xác không có điện để bảo quản thi thể, và mô tả "Đó là cảnh tượng kinh hoàng". Ông cũng nói rằng kể từ khi quay trở lại, ông đã phát hiện thêm 13 thi thể dân thường bị trói tay và bị bắn cự ly gần. Tính đến ngày 4 tháng 4, số người thiệt mạng chính xác vẫn chưa được xác định. Fedoruk cho biết ít nhất 300 người được tìm thấy đã chết ngay sau vụ thảm sát. Trong một cuộc phỏng vấn với Reuters, Phó Thị trưởng Taras Shapravskyi cho biết 50 nạn nhân đã bị hành quyết ngoài vòng pháp luật. Con số 300 người sau đó được điều chỉnh lên 403 người vào ngày 12 tháng 4.
Bộ trưởng Quốc phòng Oleksii Reznikov cho biết, "Chỉ riêng tại Bucha, số người thiệt mạng đã vượt xa con số ở Vukovar", đề cập tới vụ thảm sát hàng trăm thường dân và tù nhân chiến tranh người Croatia trong Chiến tranh giành độc lập Croatia. Ngày 13 tháng 4 năm 2022, BBC News đăng tải một bài viết nói rằng "ít nhất 500 người chết đã được tìm thấy kể từ khi quân Nga rút khỏi" Bucha. Ngày 29 tháng 6, Văn phòng Cao ủy Nhân quyền Liên Hợp Quốc đã ghi nhận các vụ giết người bất hợp pháp, bao gồm cả việc hành quyết tùy tiện, đối với ít nhất 50 thường dân ở Bucha. Đến tháng 12 năm 2022, con số đó đã tăng lên ít nhất 73 người, với thêm 105 trường hợp tử vong đang được điều tra. Ngày 8 tháng 8 năm 2022, các quan chức đã công bố con số thường dân thiệt mạng chỉ tính riêng tại Bucha: 458 thi thể—trong đó 419 thi thể có dấu hiệu bị bắn, tra tấn hoặc chấn thương bạo lực—và 39 thi thể có vẻ là do nguyên nhân tự nhiên nhưng đang được xem xét kỹ lưỡng để xác định mối liên quan với sự chiếm đóng của Nga. Trong số này, có 366 nam, 86 nữ và 5 thi thể không xác định giới tính do tình trạng thi thể. Có 9 thi thể là trẻ em. 50 thi thể vẫn chưa được nhận dạng, cùng với những bộ phận cơ thể và tro cốt.

### Tại khu vực
Ngày 16 tháng 5 năm 2022, BBC News đưa tin rằng hơn 1.000 thường dân đã thiệt mạng tại khu vực Bucha trong thời gian một tháng bị Nga chiếm đóng; phần lớn không chết do mảnh đạn hay pháo kích. Có hơn 650 người đã bị lính Nga sát hại. Tính đến ngày 13 tháng 6 năm 2022, chính quyền Ukraina cho biết đã tìm thấy 1.316 thi thể ở tỉnh Kyiv, bao gồm cả cả Bucha, kể từ thời điểm Nga rút quân. Cùng ngày, 7 nạn nhân khác cũng được đưa ra từ một ngôi mộ tập thể trong rừng. Hai trong số đó có tay bị trói sau lưng và bị bắn vào đầu gối, điều mà cảnh sát địa phương cho là dấu hiệu của hành vi tra tấn. Cơ quan nhân quyền cũng xác nhận rằng trong khoảng thời gian từ ngày 24 tháng 2 đến ngày 31 tháng 3, ít nhất 482 tòa nhà dân cư đã bị hư hại hoặc phá hủy ở các thành phố Bucha, Irpin và Hostomel.

### Những nạn nhân đáng chú ý
Vitaliy Vinohradov, trưởng khoa học thuật của Chủng viện Phúc âm Slavic Kyiv, là một trong số người chết ở Bucha. Thi thể của Zoreslav Zamoysky, một nhà báo tự do địa phương, cũng được tìm thấy ở Bucha, sau đó được mai táng ở làng Barakhty. Doanh nhân kiêm ứng cử viên tổng thống Ukraina năm 2004 Oleksandr Rzhavskyy đã bị sát hại tại tư dinh của mình ở Bucha. Rzhavskyy từng được biết đến là một chính trị gia thân Nga, chỉ trích chính phủ Ukraina sau năm 2014 và ca ngợi Vladimir Putin. Theo lời con gái ông, Rzhavsky đã bị lính Nga bắt cóc hai lần từ tư dinh của mình để đòi tiền chuộc và trong cơn say rượu đã bắn chết ông.

## Các đơn vị Nga có liên quan
Các phương tiện truyền thông Ukraina đã công bố danh tính của những binh sĩ Nga mà họ cáo buộc là đã đồn trú tại Bucha trong thời gian chiếm đóng. Ngày 6 tháng 4 năm 2022, CNN dẫn lời một quan chức Mỹ giấu tên cho biết việc xác định các đơn vị Nga có liên quan đến tội ác ở Bucha là "ưu tiên hàng đầu" đối với các cơ quan tình báo Hoa Kỳ, những cơ quan này đã sử dụng mọi công cụ và nguồn lực có thể trong công việc của mình và hiện "đang thu hẹp trách nhiệm". Theo một báo cáo từ Der Spiegel, Cơ quan tình báo Liên bang Đức (BND) đã thông báo cho các nhà lập pháp vào ngày 6 tháng 4 năm 2022 về việc nghe lén đài vô tuyến của binh lính Nga ở khu vực phía bắc Kyiv, liên kết họ với các tội ác cụ thể ở Bucha. Theo báo cáo này, BND đã đưa ra bằng chứng cho rằng một trung đoàn nhảy dù và một đơn vị quân đội ban đầu chịu trách nhiệm về sự việc ở Bucha, sau đó Tập đoàn Wagner đóng vai trò chủ đạo trong những hành vi tàn bạo này. BND cho biết các vụ giết người không bị coi là ngoại lệ bởi vì chính binh lính Nga bàn bạc về chúng, và theo những nguồn tin thân cận với các cuộc nghe lén, các hành vi tàn ác đã trở thành một yếu tố tiêu chuẩn trong hoạt động quân sự của Nga.
Các nhà hoạt động Ukraina cho biết Lữ đoàn Bộ binh Cơ giới số 64 dưới sự chỉ huy của Trung tá Azatbek Omurbekov, trực thuộc Tập đoàn quân số 35 của Quân khu miền Đông, đã chiếm đóng Bucha khi vụ thảm sát xảy ra. Nhiều nhóm khác nhau ở Ukraina đã sử dụng thông tin tình báo nguồn mở (open-source intelligence) để xác định Lữ đoàn 64 là một phần của lực lượng chiếm đóng nhằm truy tìm những kẻ chịu trách nhiệm. Ukrayinska Pravda dẫn lời Cục Tình báo Ukraina cho biết Lữ đoàn 64 đã rút khỏi khu vực và có ý định quay trở lại Ukraina, đến mặt trận Kharkiv. Ngoài ra, hai đơn vị thuộc lực lượng Kadyrovites bao gồm Lực lượng Ứng phó Nhanh Đặc biệt (SOBR) và một lực lượng dân quân chống bạo động được gọi là OMON, đã tham gia vào việc chiếm đóng Bucha và các làng lân cận. Ngày 19 tháng 5 năm 2022, The New York Times đưa tin rằng các tài liệu thu được tại nơi những người đàn ông Ukraina bị hành quyết thuộc về Trung đoàn Dù tinh nhuệ số 104 và Trung đoàn Dù tinh nhuệ số 234. Một cuộc điều tra của Associated Press tiết lộ rằng Sư đoàn Cận vệ dù số 76 đã điều hành trụ sở chỉ huy chiếm đóng của Nga tại số 144 đường Yablunska, nơi này đã được sử dụng để điều phối chiến dịch trấn áp người dân Bucha. Những công tố viên Ukraina đang truy tố chỉ huy trưởng của Sư đoàn, Thiếu tướng Sergei Chubarykin và cấp trên của ông là Trung tướng Alexander Chaiko, vì trách nhiệm của họ đối với chiến dịch này.

## Điều tra

### Ukraina

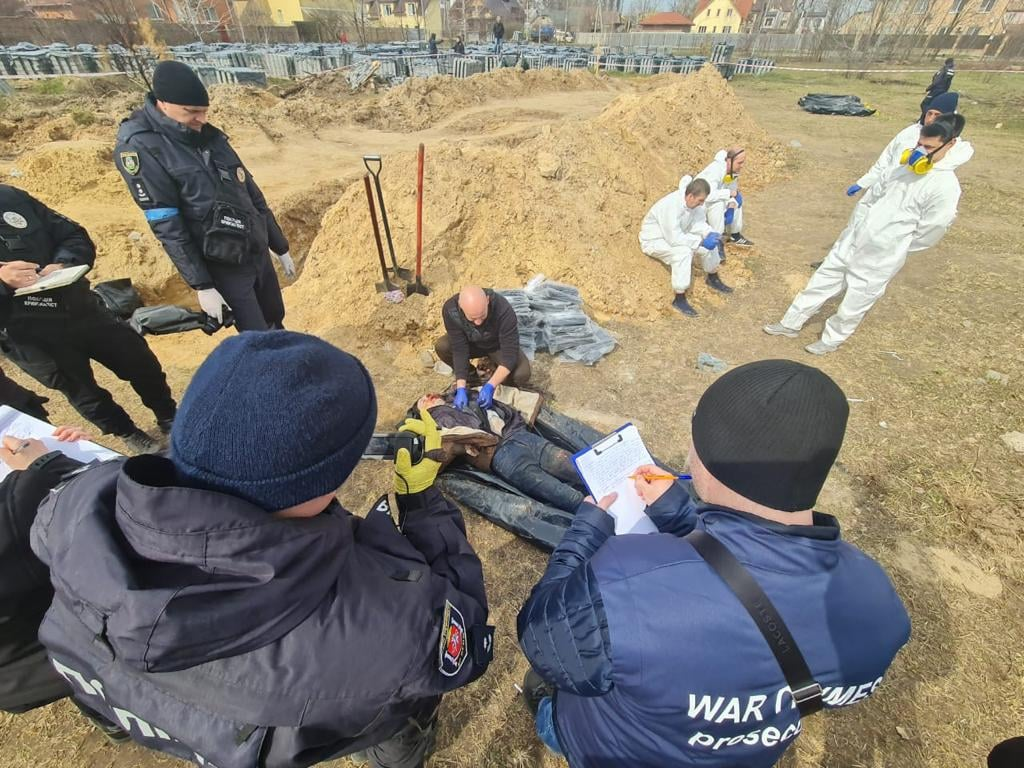
Khai quật thi thể các nạn nhân từ ngôi mộ tập thể tại Bucha

Bộ Ngoại giao đã đề nghị Tòa án Hình sự Quốc tế đang điều tra tội ác chiến tranh ở Ukraina cử các điều tra viên tới Bucha và các khu vực khác thuộc tỉnh Kyiv. Ngoại trưởng Dmytro Kuleba cũng kêu gọi các nhóm quốc tế khác thu thập bằng chứng xung quanh vụ việc.

### Nga
Nga đã yêu cầu triệu tập một phiên họp đặc biệt của Hội đồng Bảo an Liên Hợp Quốc, trong đó Nga là một trong năm thành viên thường trực, nhằm giải quyết những gì Nga gọi là "hành động khiêu khích tàn ác của những phần tử cực đoan Ukraina", đó là đoạn video ghi lại cảnh hàng loạt thi thể nằm la liệt trên đường phố Bucha mà Nga tuyên bố là đã bị dàn dựng. Người đứng đầu Ủy ban Điều tra Liên bang Nga Alexander Bastrykin đã ra lệnh điều tra cái mà ông gọi là "sự khiêu khích của phía Ukraina", cáo buộc giới chức Ukraina lan truyền "những thông tin cố ý sai lệch" về hành động của quân đội Nga.

### Tổ chức Ân xá Quốc tế
Ngày 6 tháng 5 năm 2022, Tổ chức Ân xá Quốc tế đã công bố kết quả điều tra về vụ thảm sát. Tổ chức này kết luận rằng lực lượng Nga đã thực hiện các cuộc tấn công bất hợp pháp và cố ý sát hại thường dân ở Bucha, Andriivka, Zdvyzhivka và Vorzel. Chỉ riêng ở Bucha, đã xác nhận được 22 vụ giết người khác nhau do Nga gây ra. Tổ chức Ân xá Quốc tế kêu gọi Toà án Hình sự Quốc tế đưa những thủ phạm ra trước công lý:
Tất cả những ai chịu trách nhiệm về tội ác chiến tranh đều phải chịu trách nhiệm hình sự về hành động của mình. Theo học thuyết về trách nhiệm lãnh đạo, các cấp trên trong hệ thống chỉ huy – bao gồm chỉ huy quân sự và lãnh đạo chính quyền dân sự như bộ trưởng và nguyên thủ quốc gia – là những người biết hoặc có lý do để biết về tội ác chiến tranh của lực lượng dưới quyền nhưng không ngăn chặn hoặc trừng trị những kẻ chịu trách nhiệm, cũng phải chịu trách nhiệm hình sự.

### The New York Times
Ngày 22 tháng 12 năm 2022, The New York Times đã công bố kết quả điều tra về vụ thảm sát này. Sau 8 tháng điều tra bằng hình ảnh, tờ báo này kết luận những kẻ thủ ác trong vụ giết người hàng loạt trên đường Yablunska là lính dù Nga đến từ Trung đoàn dù số 234 (trực thuộc Sư đoàn Cận vệ dù Số 76) dưới sự chỉ huy của Trung tá Artyom Gorodilov.

## Phản ứng

### Ukraina
Ngoại trưởng Kuleba đã mô tả sự kiện này là một "vụ thảm sát có chủ đích". Ông nói rằng Nga "còn tồi tệ hơn ISIS" và binh lính Nga phải chịu trách nhiệm về những hành vi giết người, tra tấn, hiếp dâm và cướp bóc. Kuleba cũng kêu gọi các nước G7 áp đặt thêm những lệnh trừng phạt khắc nghiệt nhằm vào Nga.
Trong một cuộc phỏng vấn với Bild, Thị trưởng Kyiv Vitali Klitschko đã nhận định "những gì xảy ra ở Bucha và các vùng phụ cận khác của Kyiv chỉ có thể được mô tả là tội ác diệt chủng" và cáo buộc Tổng thống Nga Vladimir Putin phạm tội ác chiến tranh. Tổng thống Ukraina Volodymyr Zelenskyy đã viếng thăm khu vực này vào ngày 4 tháng 4 năm 2022 nhằm tận mắt chứng kiến những hành động tàn bạo được báo cáo ở Bucha.
Khi phát biểu trước Hội đồng Bảo an Liên Hợp Quốc vào ngày 5 tháng 4, Zelenskyy cho biết vụ thảm sát đó chỉ là "một ví dụ điển hình về những gì kẻ chiếm đóng đã làm trên lãnh thổ của chúng tôi trong 41 ngày qua", và nói thêm rằng "xe tăng Nga đã cố tình cán người chỉ vì niềm vui". Ông kêu gọi Nga phải chịu trách nhiệm về hành động của mình và loại nước này ra khỏi Hội đồng Bảo an.

### Các tổ chức quốc tế

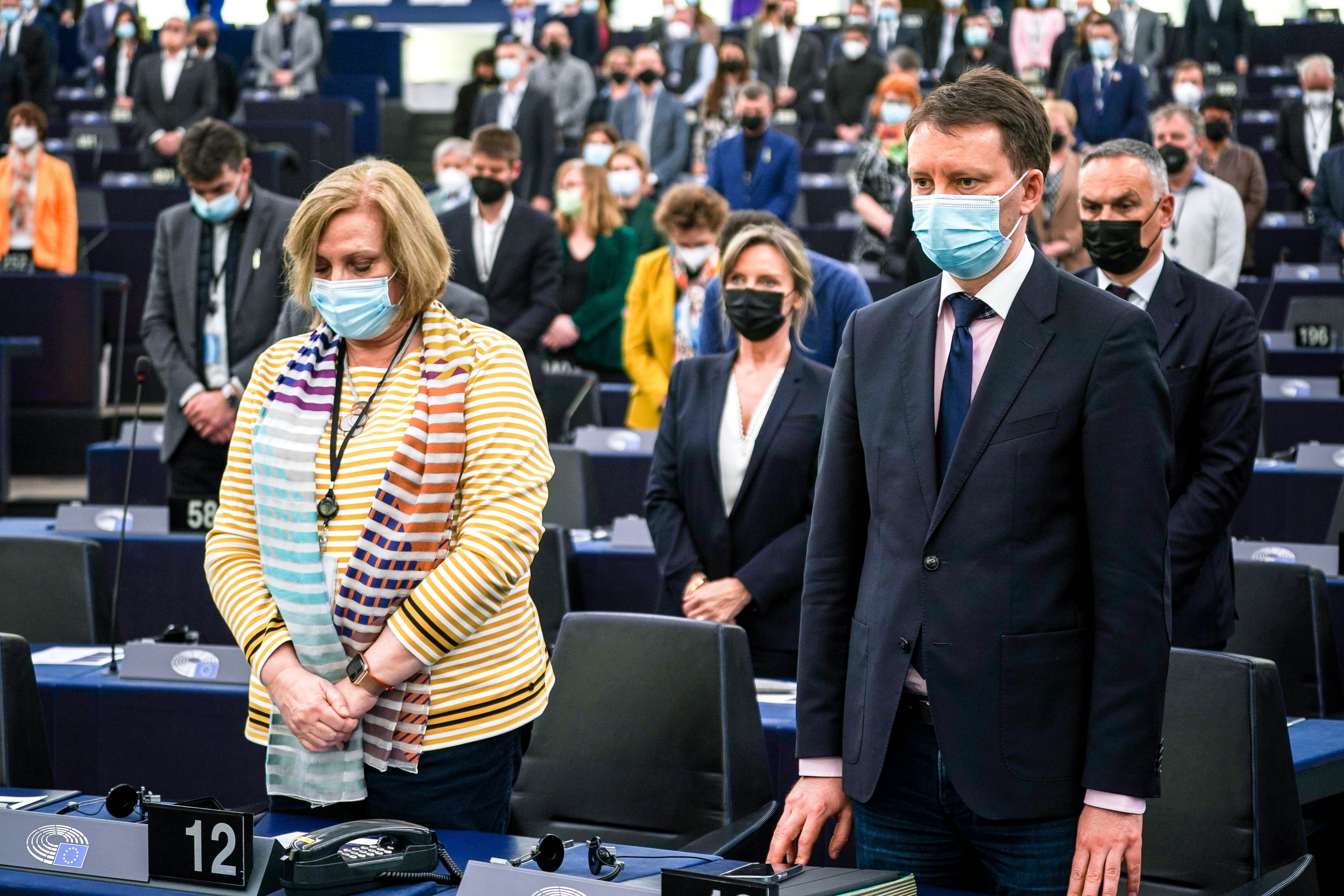
Nghị viện châu Âu dành một phút mặc niệm cho các nạn nhân của cuộc chiến Ukraina, trong đó đặc biệt đề cập đến vụ thảm sát Bucha, ngày 4 tháng 4 năm 2022

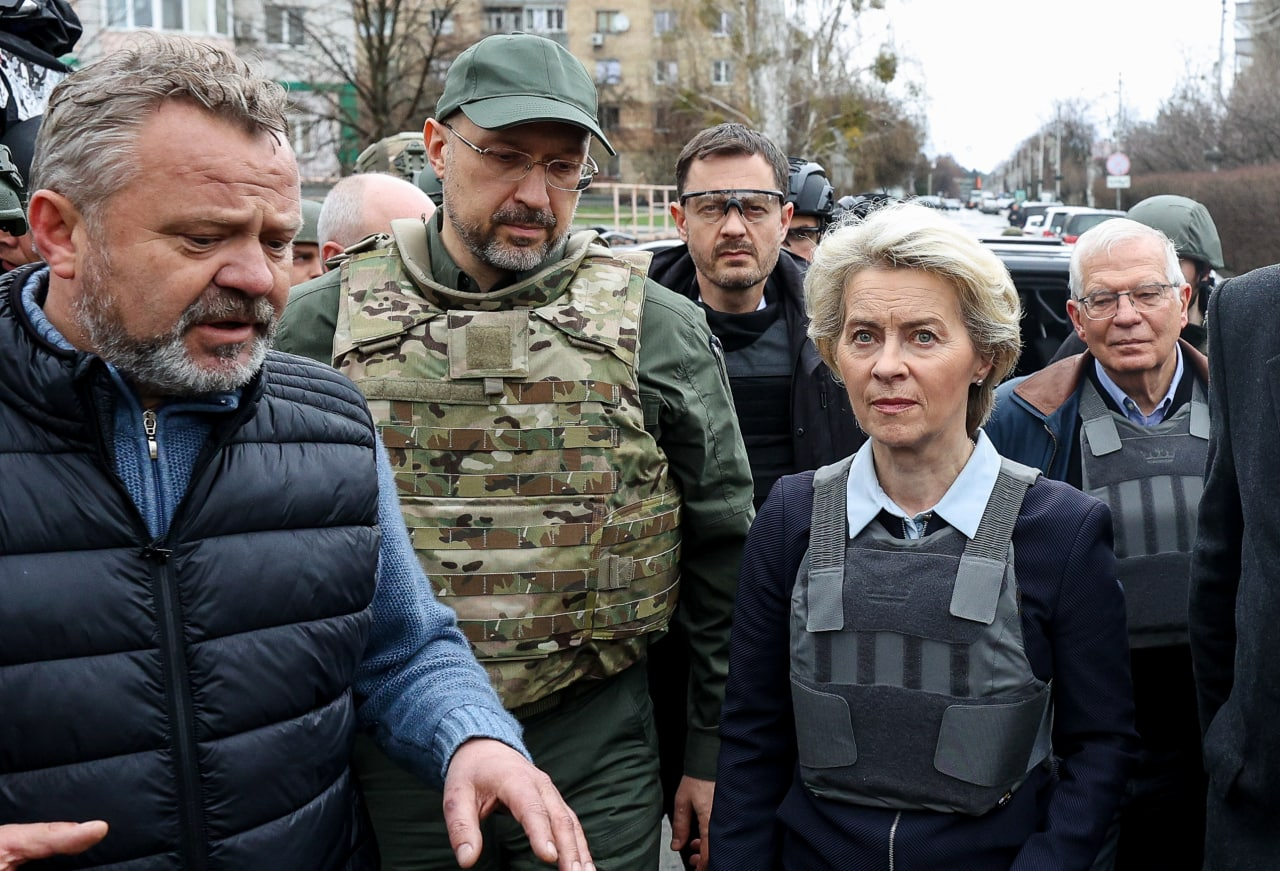
Chủ tịch Liên minh Châu Âu Ursula von der Leyen cùng nhiều quan chức EU và Ukraina khác viếng thăm Bucha sau vụ thảm sát, ngày 8 tháng 4 năm 2022

Vụ thảm sát đã bị Chủ tịch Hội đồng châu Âu Charles Michel lên án, ông nói rằng bản thân "bị sốc trước những hình ảnh day dứt về tội ác mà quân đội Nga gây ra ở Kyiv" và hứa rằng EU sẽ hỗ trợ Ukraina và các nhóm nhân quyền thu thập bằng chứng để sử dụng trong các tòa án quốc tế. Tổng thư ký NATO Jens Stoltenberg cũng bày tỏ sự phẫn nộ trước việc quân Nga nhắm mục tiêu vào thường dân.
Tổng Thư ký Liên Hợp Quốc António Guterres đã sốc trước những hình ảnh về vụ thảm sát và kêu gọi mở một cuộc điều tra độc lập để đảm bảo trách nhiệm giải trình. Hội đồng Bảo an Liên Hợp Quốc triệu tập phiên họp vào ngày 5 tháng 4 nhằm thảo luận về tình hình, bao gồm bài phát biểu qua video của Tổng thống Zelenskyy.
Ngày 7 tháng 4, Hoa Kỳ đã khởi xướng một nghị quyết tại phiên họp đặc biệt khẩn cấp của Đại Hội đồng Liên Hợp Quốc nhằm đình chỉ tư cách thành viên của Nga trong Hội đồng Nhân quyền, cơ quan hàng đầu về nhân quyền của Liên Hợp Quốc. Nghị quyết này được thông qua với 93 phiếu thuận, 24 phiếu chống và 58 phiếu trắng. Nga trở thành quốc gia thứ hai bị tước tư cách thành viên của hội đồng này sau Libya năm 2011, cũng như là thành viên thường trực duy nhất của Hội đồng Bảo an bị tước quyền.
Các ngoại trưởng G7 đã đưa ra tuyên bố chung lên án "những hành động tàn bạo" do Nga gây ra ở Bucha và nhiều khu vực khác của Ukraina. Chủ tịch Ủy ban châu Âu Ursula von der Leyen đã viếng thăm Bucha vào ngày 8 tháng 4, chứng kiến các ngôi mộ tập thể và mô tả vụ thảm sát như là "bộ mặt tàn ác của quân đội Putin". Sau đó Von der Leyen tới thăm Kyiv và gặp Tổng thống Zelenskyy, trao cho ông các tài liệu để bắt đầu quá trình gia nhập Liên minh châu Âu của Ukraina và đề nghị ưu tiên cho hồ sơ xin gia nhập tổ chức này của Ukraina.

### Các quốc gia khác
Nhà lãnh đạo các nước châu Âu láng giềng đã lên án vụ tấn công và kêu gọi điều tra về những hành vi tàn bạo trên. Thủ tướng Estonia Kaja Kallas so sánh hình ảnh sự kiện này với những vụ giết người hàng loạt do Liên Xô và Đức Quốc xã gây ra, đồng thời kêu gọi thu thập thêm bằng chứng và đưa thủ phạm ra trước tòa, trong khi đó Thủ tướng Slovakia Eduard Heger so sánh vụ thảm sát này với "thảm kịch chiến tranh ở Nam Tư cũ". Tổng thống Moldova Maia Sandu đã gọi sự kiện này là "tội ác chống lại loài người" và tuyên bố ngày 4 tháng 4 năm 2022 là ngày quốc tang nhằm tưởng niệm tất cả những người Ukraina thiệt mạng trong chiến tranh Nga-Ukraina. Trong số các nước láng giềng của Ukraina và Nga, lời lên án tương tự cũng được đưa ra bởi các nhà lãnh đạo chính trị tại Phần Lan, Litva, Ba Lan và Thổ Nhĩ Kỳ.
Các sự kiện này đã dẫn đến việc nhiều nước thành viên Liên minh châu Âu – bao gồm Đan Mạch, Estonia, Pháp, Đức, Hy Lạp, Ý, Latvia, Litva, Bồ Đào Nha, Romania, Slovenia, Tây Ban Nha và Thụy Điển – ra lệnh trục xuất hơn 200 nhà ngoại giao Nga khỏi đất nước của họ. Những lệnh trục xuất tương tự cũng được Nhật Bản thực hiện.
Truyền thông nhà nước Trung Quốc cho rằng Ukraina đã dàn dựng sự việc, lặp lại những tuyên bố phủ nhận trách nhiệm của Nga và quy kết trách nhiệm gây ra chiến tranh cho Hoa Kỳ. Đại diện của Trung Quốc và Ấn Độ tại Hội đồng Bảo an Liên Hợp Quốc mô tả các báo cáo này là "cực kỳ đáng lo ngại" và ủng hộ việc yêu cầu điều tra quốc tế. Tại Trung Quốc, phản ứng tương tự cũng đã được đưa ra trong một cuộc họp báo của Bộ Ngoại giao, mặc dù trách nhiệm về vụ việc này không được gán trực tiếp cho bất kỳ bên liên quan nào. Sự từ chối quy trách nhiệm này được tiếp nối bằng việc truyền thông nhà nước Trung Quốc lặp lại các luận điểm của Nga phủ nhận tính xác thực của sự kiện. Đồng minh của Putin, Tổng thống Belarus Alexander Lukashenko, cũng gọi vụ thảm sát Bucha là một "cuộc tấn công cờ giả" và một "'chiến dịch tâm lý' được tổ chức bởi các điệp viên Anh nhằm áp đặt thêm những biện pháp trừng phạt mới chống lại Nga", đồng thời ông được cho là đã cung cấp cho Putin các tài liệu liên quan đến những cáo buộc này. Tờ báo nhà nước Cuba Granma cũng tuyên bố rằng vụ việc đã được dàn dựng, đưa tin rằng những hình ảnh từ Bucha "bóp méo sự thật và đưa ra một phiên bản không có thực về những gì đã xảy ra, sau khi quân Nga rút đi", trong khi đó Telesur do chính phủ Cuba, Nicaragua và Venezuela đồng sở hữu và vận hành, mô tả vụ thảm sát là "một câu chuyện tin tức giả".
Tổng thống Mỹ Joe Biden đã kêu gọi xét xử Putin vì tội ác chiến tranh. Biden cũng tuyên bố ủng hộ việc bổ sung thêm các lệnh trừng phạt nhằm vào Nga. Thủ tướng Anh Boris Johnson cũng bày tỏ quan điểm tương tự, nói rằng các lệnh trừng phạt kinh tế đối với Nga và việc hỗ trợ quân sự cho Ukraina sẽ được tăng cường như một hệ quả của vụ thảm sát.
Tổng thống Pháp Emmanuel Macron mô tả hành động của quân đội Nga như là tội ác chiến tranh và cần phải có thêm các lệnh trừng phạt để đáp trả. Macron đề xuất nhắm vào ngành công nghiệp dầu mỏ và than đá của Nga. Sau đó, Liên minh châu Âu công bố bổ sung thêm những lệnh trừng phạt nhằm vào Nga, bao gồm việc cấm nhập khẩu than, gỗ, cao su, xi măng, phân bón và các sản phẩm khác từ Nga. Lệnh cấm nhập khẩu than được dự báo sẽ khiến Nga thiệt hại khoảng 8 tỷ euro mỗi năm. Các lệnh trừng phạt bổ sung còn bao gồm cấm xuất khẩu trang thiết bị và công nghệ cao từ châu Âu sang Nga. Trong thông cáo về các lệnh trừng phạt mới, Phó Chủ tịch Ủy ban châu Âu Josep Borrell nêu rõ rằng chúng được thông qua "sau những hành động tàn ác do lực lượng vũ trang Nga gây ra ở Bucha".

## Phản ứng và phủ nhận của Nga

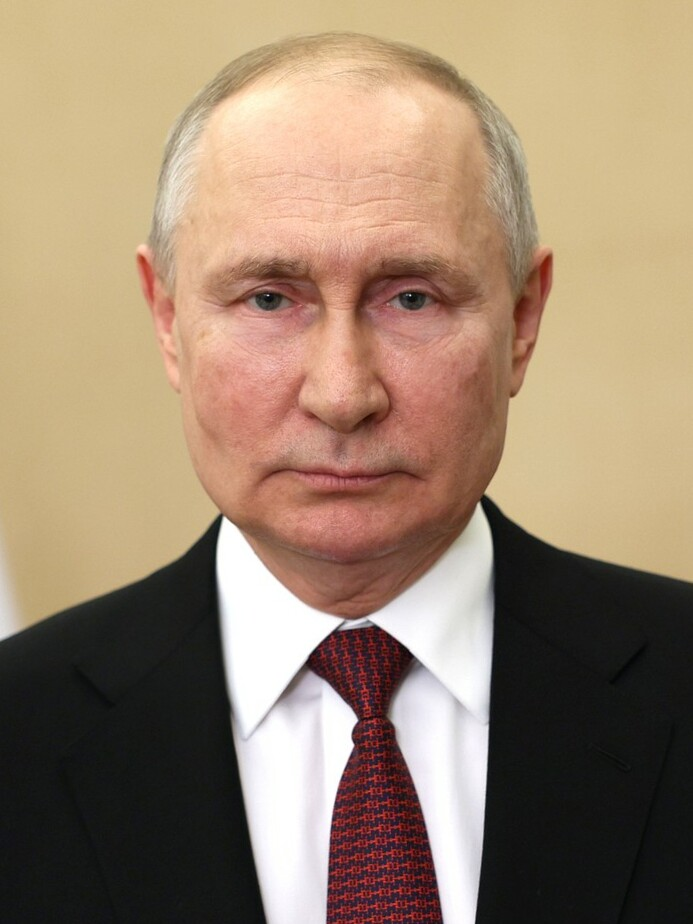
Tổng thống Nga Vladimir Putin đã phủ nhận trách nhiệm của lực lượng Nga trong vụ thảm sát Bucha.

Ngoại trưởng Nga Sergey Lavrov gọi vụ thảm sát là một "cuộc tấn công giả mạo" nhằm vào Nga và tuyên bố rằng nó đã bị dàn dựng. Lavrov nói rằng quân Nga đã rút khỏi Bucha vào ngày 30 tháng 3, trong khi bằng chứng về vụ giết người xuất hiện mà theo ông là vào bốn ngày sau đó, sau khi cơ quan an ninh Ukraina có mặt ở Bucha, cũng như tuyên bố rằng vào ngày 31 tháng 3, thị trưởng Bucha Anatoly Fedoruk đã phát hành một thông điệp video nói rằng quân đội Nga đã rời khỏi thành phố mà không đề cập đến bất kỳ vụ bắn giết người dân địa phương nào trên đường phố. Trong khi đó, Associated Press đưa tin rằng thị trưởng Fedoruk đã chia sẻ về cảnh "xác chết chất đống ở Bucha" vào ngày 7 tháng 3.
Ngày 4 tháng 4, đại diện thường trực của Nga tại Liên Hợp Quốc Vasily Nebenzya phủ nhận rằng những thi thể xuất hiện trong các video đã không hề có mặt ở đó trước khi quân Nga rút khỏi Bucha. Tuyên bố này mâu thuẫn với những hình ảnh vệ tinh cho thấy các thi thể đã xuất hiện từ sớm nhất là vào ngày 19 tháng 3; vị trí của các thi thể trên ảnh vệ tinh trùng khớp với những bức ảnh chụp bằng điện thoại thông minh vào đầu tháng 4.  Nebenzya còn cáo buộc các cơ quan truyền thông phương Tây đã "che giấu tất cả sự thật khách quan và bằng chứng, đồng thời đưa ra các thông tin sai sự thật trắng trợn" và cho rằng báo cáo được đăng trên The Guardian chứng minh quân đội Ukraina phải chịu trách nhiệm về vụ giết người ở Bucha.
Những tuyên bố của Nga cho rằng các thi thể đã được phía Ukraina "sắp đặt" sau khi quân Nga rút lui đã bị mâu thuẫn với các hình ảnh vệ tinh từ giữa tháng 3 do Maxar Technologies cung cấp cho The New York Times. Những hình ảnh về đường Yablonska cho thấy ít nhất 11 "vật thể tối màu có kích thước tương tự như cơ thể con người" xuất hiện từ ngày 9 đến ngày 11 tháng 3. Chúng xuất hiện ở các vị trí giống như những thi thể trong video được một thành viên hội đồng địa phương ghi lại sau đó vào ngày 1 tháng 4, sau khi lực lượng Ukraina đã tái chiếm thành phố. Một video quay cùng con đường cho thấy ba thi thể nằm gần chiếc xe đạp và ô tô bị bỏ lại, xuất hiện lần đầu từ ngày 20 đến ngày 21 tháng 3 theo hình ảnh vệ tinh. Ngày 4 tháng 4, The New York Times đưa ra kết luận rằng "nhiều thường dân đã bị giết hơn ba tuần trước đó, khi quân đội Nga đang kiểm soát thành phố" và những hình ảnh này bác bỏ các tuyên bố phủ nhận của Nga. BBC News cũng đưa ra kết luận tương tự. Hình ảnh vệ tinh cũng cho thấy những dấu hiệu đầu tiên của việc đào mộ tập thể ở Bucha vào ngày 10 tháng 3. Đến ngày 31 tháng 3, nó đã được mở rộng thành một "hố dài khoảng 45 foot [14 m] ở phía tây nam gần nhà thờ".
Kênh Telegram của Bộ Quốc phòng Nga đã đăng lại một báo cáo cho rằng lực lượng Nga không hề nhắm mục tiêu vào dân thường trong trận chiến. Theo tuyên bố đó, quân Nga không thể che đậy vụ thảm sát và ngôi mộ tập thể trong thành phố chứa các nạn nhân của những cuộc không kích do Ukraina thực hiện. Bộ này nói rằng họ đã phân tích một video có vẻ cho thấy thi thể của các thường dân thiệt mạng ở Bucha và cho biết các xác chết được quay phim vẫn còn đang di chuyển. Tuyên bố đó đã được Ban Moskva của BBC điều tra và kết luận rằng không có bằng chứng nào cho thấy video bị dàn dựng.
Nhóm báo chí điều tra có trụ sở tại Hà Lan Bellingcat đã trích dẫn phân tích của BBC và đặt thêm nghi vấn về mốc thời gian được các nguồn tin chính phủ Nga công bố. Đặc biệt, nhà báo kiêm người sáng lập Bellingcat Eliot Higgins chỉ ra rằng cả hãng tin Nga TV Zvezda và thư ký Hội đồng thành phố Bucha Taras Shapravsky đều thông báo rằng lực lượng Nga vẫn hiện diện ở Bucha ít nhất cho đến ngày 1 tháng 4.
Một nỗ lực khác của Nga nhằm mô tả sự việc là giả mạo đã được phát sóng trên kênh truyền hình nhà nước Nga Russia-24, sử dụng một đoạn video mà theo kênh này cho thấy người Ukraina đang sắp xếp những con ma nơ canh để "dàn dựng" vụ thảm sát Bucha. Các cảnh quay nhanh chóng được xác định là lấy từ phim trường ở Sankt Peterburg. Những người làm việc cho chương trình truyền hình này đã xác nhận đoạn video đó là của một chương trình truyền hình Nga. Tương tự, một đoạn video cho thấy binh sĩ Ukraina kéo những thi thể bằng dây cáp ở Bucha đã được chia sẻ rộng rãi trên các trang mạng xã hội thân Nga, được cho là để chứng minh cảnh tượng ở đây đã bị dàn dựng. Nguồn gốc của video là từ Associated Press; theo đó việc dùng dây cáp là do lo ngại thi thể có thể đã bị gài bẫy mìn.
Tổng thống Nga Putin và Tổng thống Belarus Lukashenko gọi vụ thảm sát hàng loạt dân thường ở Bucha là "giả mạo". Trong một bài viết cho The Conversation, nhà báo Tomas Sniegon mô tả cách tiếp cận của Nga đối với Bucha tương tự như việc Liên Xô phủ nhận vụ thảm sát Katyn, nơi quân đội Xô viết đã che giấu vụ hành quyết hàng ngàn người Ba Lan và đổ lỗi cho Wehrmacht. Những so sánh giữa hai sự kiện này cũng được nêu ra bởi The Asahi Shimbun và Thủ tướng Slovenia Janez Janša.

### Kiểm duyệt ở Nga
Nhà báo Nga Ilya Krasilshchik, từng là chủ bút của trang tin độc lập Meduza, đã bị buộc tội theo luật kiểm duyệt thời chiến của Nga năm 2022 vì lên án quân đội Nga gây ra thảm sát Bucha. Người dẫn chương trình truyền hình và ca sĩ người Nga Maxim Galkin đã cáo buộc chính quyền Nga đạo đức giả và nói dối về tội ác chiến tranh của binh lính Nga tại Bucha. Ngày 9 tháng 12 năm 2022, tòa án Moskva đã tuyên án chính trị gia đối lập Nga Ilya Yashin 8 năm 6 tháng tù giam vì phát ngôn về hoàn cảnh các vụ giết người ở Bucha, với cáo buộc "lan truyền thông tin sai sự thật" về lực lượng vũ trang. Yashin lên án những vụ giết người và khẳng định lực lượng Nga ở Ukraina phải chịu trách nhiệm về vụ thảm sát. Bản án của ông là nghiêm khắc nhất theo luật mới hình sự hóa việc loan truyền "thông tin sai sự thật" về quân đội.

### Bình luận trên mạng xã hội

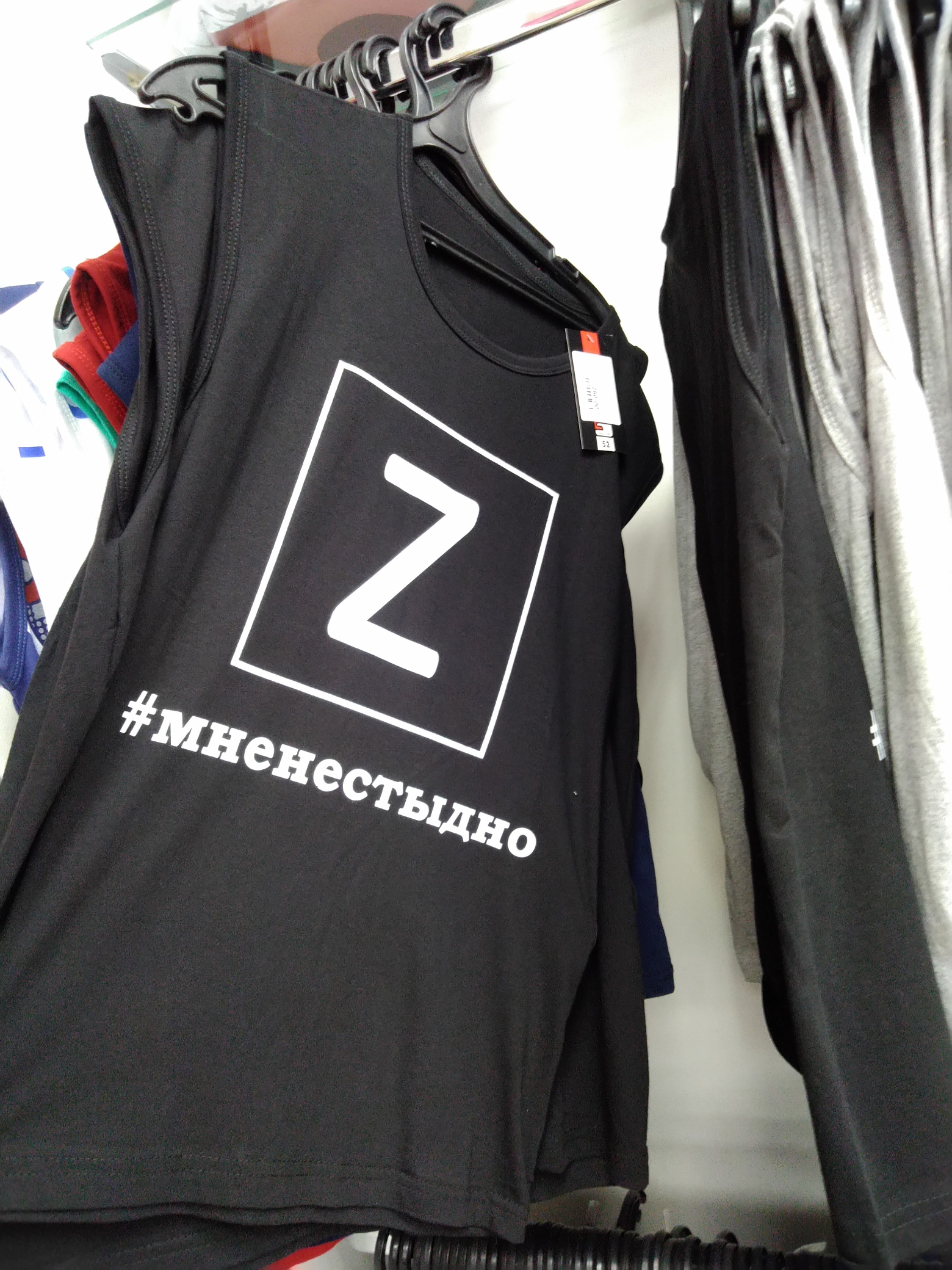
Một chiếc áo có biểu tượng hình chữ Z với dòng chữ "Tôi không xấu hổ" (#мненестыдно)

Một phân tích về ba kênh Telegram theo chủ nghĩa dân tộc Nga, với hàng chục nghìn người đăng ký đã phản ứng với tin tức của vụ thảm sát, cho biết 144 bình luận – gần một nửa số bình luận được đưa ra trong 48 giờ đầu tiên – đã yêu cầu lực lượng Nga phải hành động tàn bạo hơn nữa. Nhiều bình luận bao gồm những lời kêu gọi bạo lực dựa trên sắc tộc nhắm vào người Ukraina, nhiều ý kiến trong số đó ủng hộ nạn diệt chủng. Theo nghiên cứu này, "những thông điệp kết hợp giữa các tham chiếu tôn giáo với sự cực đoan kì thị đồng tính luyến ái, phân biệt chủng tộc trắng trợn, những lời kêu gọi bạo lực và mô tả người Ukraina như một căn bệnh". Từ lúc tin tức về vụ thảm sát nổ ra cho đến cuối tháng 4, những bình luận trên các kênh Telegram theo dân tộc chủ nghĩa ngày càng trở nên cực đoan hơn khi kêu gọi quân Nga phải tàn bạo hơn nữa, bao gồm cả việc cưỡng hiếp hàng loạt, mại dâm các tù binh Ukraina và giết người hàng loạt. Nhà hoạt động báo chí nổi tiếng người Nga gốc Odesa và là người điều hành một trong những kênh trên, Yuliya Vityazeva đã so sánh những người Ukraina bảo vệ Mariupol với "gián" và tuyên bố khí độc không cần thiết vì có những cách "đơn giản và rẻ tiền hơn" để giết họ, một kiểu bình luận giống như các câu chuyện quan sát được trước thềm nạn diệt chủng Rwanda. Các kênh Telegram cũng được sử dụng để bán áo phông có chữ "V" và "Z" cùng khẩu hiệu "Thảm sát ở Bucha: Chúng tôi có thể làm lại."